# الیسون بیور
الیسون بیور (انگلیسی: Allison Baver؛ زادهٔ ۱۱ اوت ۱۹۸۰) ورزشکار اسکیت سرعت اهل ایالات متحده آمریکا است.
وی در مسابقات کشوری و بین‌المللی در مجموع برندهٔ ۱ مدال برنز شده‌است.